# John McRay
John Robert McRay (* 17. Dezember 1931 in Holdenville, Oklahoma; † 24. August 2018 in Nashville, Tennessee) war ein US-amerikanischer Theologe und Professor für Neues Testament am Wheaton College (Illinois) sowie Archäologe. Er leitete archäologische Ausgrabungen in Israel.

## Leben
Im Jahr 1956 erwarb McRay am privaten Harding College der Gemeinden Christi in Arkansas einen Master mit der Arbeit The fact and nature of eternal punishment in the New Testament. 1967 schloss er sein Studium des Neuen Testaments an der Universität von Chicago mit dem Doktor der Philosophie ab. Er studierte auch an der Hebräische Universität Jerusalem, an der École biblique et archéologique française de Jérusalem und an der Vanderbilt University Divinity School.
McRay unterrichtete ab 1967 an der Middle Tennessee State University, dem David Lipscomb College (heute Lipscomb University) und der Harding Graduate School. Von 1980 bis 2002 unterrichtete er Bibelwissenschaften am Wheaton College. Als er in den Ruhestand ging, wurde er zum Emeritus ernannt.
Er war an den Ausgrabungen in Caesarea Maritima, Herodium und Sepphoris beteiligt, drei wichtigen Stätten in Israel. Er war auch ein Experte für die Sprachen, Kulturen, Geographie und Geschichte von Israel-Palästina.
McRay war Mitarbeiter des Albright Institute of Archaeological Research in Jerusalem, der American Schools of Oriental Research. Er war Mitglied des Redaktionsausschusses des Near East Archaeological Society Bulletin, Archaeology in the Biblical World und des Bulletin for Biblical Research, herausgegeben vom Institute for Biblical Research.
Er war mit Annette McRay verheiratet und hatte drei Söhne. Sie hatten acht Enkelkinder und zwei Urenkelkinder. McRay starb im Alter von 86 Jahren am 24. August 2018 in Nashville, Tennessee.

## Schriften (Auswahl)
- John McRay: Archaeology and the New Testament. Baker Academic, 2008, ISBN 978-0-8010-3608-8.
- John McRay: Paul: His Life and Teaching. Baker Academic, 2003, ISBN 978-0-8010-2403-0.